# Tratado de Florencia (1844)

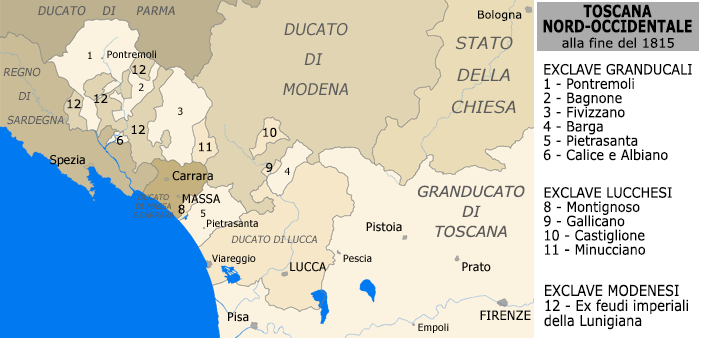
El noroeste de Toscana a finales de 1815 (en 1829 el ducado de Massa y Carrara fue anexado al de Módena y Reggio)

El tratado de Florencia (firmado el 26 de noviembre de 1844) es un acuerdo internacional alcanzado para mejorar las fronteras previstas en el acta final del Congreso de Viena en el momento de la reversión del ducado de Parma, Plasencia y Guastalla a la casa de Borbón-Parma y del ducado de Luca al gran ducado de Toscana.

## Antecedentes
De acuerdo tanto con el acta final del Congreso de Viena, como con el tratado suplementario de París de 1817:
- el ducado de Parma, Plasencia y Guastalla revertiría, a la muerte de su soberana la archiduquesa María Luisa de Austria, a la infanta María Luisa de Borbón y a la línea formada por su hijo Carlos Luis de Borbón y sus sucesores en línea directa y masculina (Casa de Borbón-Parma)
- al producirse el hecho anterior, el ducado de Luca revertiría al gran duque de Toscana
- así mismo el Imperio austríaco se reservaba en el momento de reversión del ducado de Parma, los territorios de este estado situados en la margen derecha del Po, al estar estos enclavados en el reino Lombardo-véneto.

## Contenido
Los firmantes del tratado fueron los representantes del Imperio austríaco, del ducado de Lucca, del ducado de Módena, del gran ducado de Toscana y del reino de Cerdeña. Los plenipotenciarios fueron:
- Camilo Vaccani di Fort'Ulivo, enviado por el emperador de Austria;
- Antonio Raffaelli, enviado por el duque de Luca, que intervino en el tratado como futuro duque de Parma;
- José Forni, enviado por el duque de Módena;
- Juan Bautista Carrega, enviado por el rey de Cerdeña; y
- Neri Corsini, enviado por el gran duque de Toscana.

El tratado fijó, mejoró y aclaró distintas cuestiones sobre las futuras reversiones tanto del ducado de Luca y como del ducado de Parma y sus implicaciones territoriales para los estados aledaños. Las principales decisiones consistieron en:

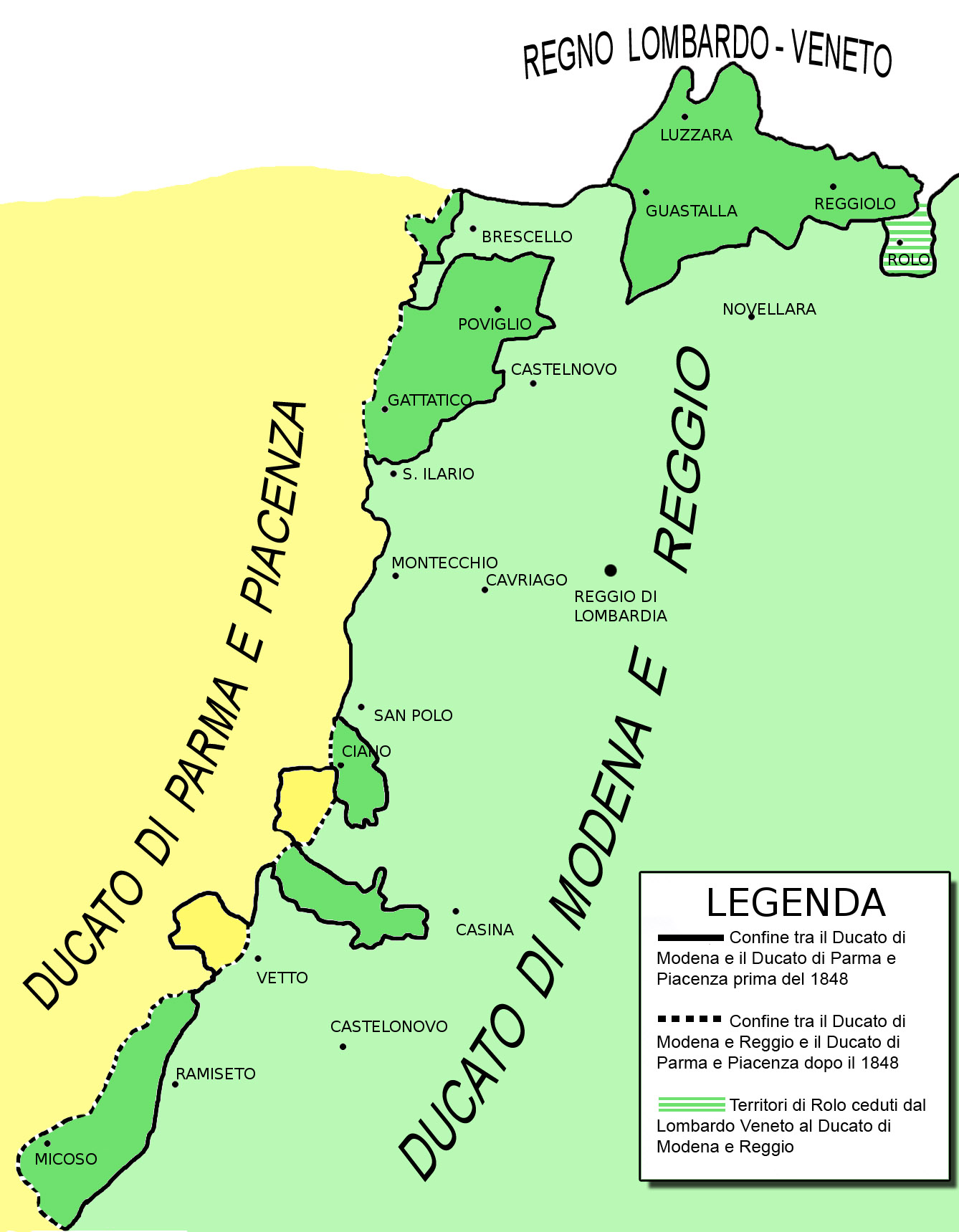
Mapa que muestra las fronteras entre el ducado de Parma y el de Módena de acuerdo con las disposiciones del tratado.

- los siguientes beneficios para el gran ducado de Toscana:
  - confirmación de la reversión del ducado de Luca;
  - conservación de sus antiguos exclaves de Pietrasanta (excluida la parte del lago Porta) y de Barga (excluidos los valles transapeninos), que el Congreso de Viena había decidido pasar al ducado de Módena y que, con la reversión del ducado de Lucca, se volvían contiguos al resto del territorio del gran ducado;
- la cesión al ducado de Módena de:
  - el exclave del gran ducado de Fivizzano en Lunigiana y los valles transapeninos de Barga (aunque esta villa permanecería en la Toscana);
  - los exclaves luqueses de Castiglione, Gallicano, Minucciano y Montignoso (con todo el Lago di Porta);
  - los territorios del ducado de Guastalla, un exclave del ducado de Parma (que ahora pasará a llamarse oficialmente sólo "de Parma y Plasencia") en las fronteras del de Módena (como compensación por la renuncia a Pietrasanta y Barga);
- la cesión al ducado de Parma, a cambio de que el ducado de Guastalla fuera cedido a los modeneses, de todos los demás enclaves del gran ducado de Toscana en Lunigiana excepto Fivizzano  (Pontremoli, Bagnone, Groppoli, Lusuolo, Terrarossa, Calice, Albiano, etc.).

Además de ello, se racionalizaron los límites entre los ducados de Parma y Módena a lo largo del río Enza en Emilia, y, para superar los respectivos enclaves en Lunigiana, se llevó a cabo el intercambio amistoso de los antiguos territorios toscanos de Albiano, Calice, Riccò e Terrarossa, cedidos a Parma en virtud de otro artículo del tratado, con los antiguos feudos imperiales de Treschietto, Villafranca, Castevoli e Mulazzo, pertenecientes a Módena desde 1815.
La totalidad del tratado tenía como punto de partida legal la sucesión de la casa de Borbón-Parma en el ducado de Parma a la muerte de la archiduquesa María Luisa de Austria, viuda de Napoleón. 
En caso de extinción posterior de la línea masculina de los Borbones de Parma o de su establecimiento en otro de los principales dominios borbónicos, el tratado preservaba explícitamente el derecho de reversión sobre el ducado de Parma y Plasencia por parte del Emperador de Austria (Parma) y del rey de Cerdeña (Plasencia), según lo previsto en el art. VII del segundo Tratado de Aquisgrán (1748), sin perjuicio, no obstante, de la cesión definitiva del ducado de Guastalla al duque de Módena.

## Consecuencias
El tratado fue respetado por los signatarios en su mayor parte. No obstante surgieron dificultades en su aplicación debido a las reticencias de las poblaciones de los territorios cedidos en el tratado.
Respecto de la reversión del ducado de Luca al gran ducado de Toscana, esta se produjo antes de la muerte de María Luisa de Austria. Debido a la inestabilidad política producida por las presiones liberales en Luca, su soberano Carlos Luis se vio obligado a ceder el ducado de Luca al gran duque de Toscana el 4 de octubre de 1847. Aporoximadamente dos meses después, el 17 de diciembre de 1847, María Luisa de Austria muere en Parma. En consecuencia, Carlos Luis sucede como duque de Parma bajo el nombre de Carlos II.